# Lassy King Massassy
Lassy King Massassy est un rappeur, slammeur, acteur, figure de proue du hip-hop malien, « Lassina Coulibaly »[Quoi ?] est malien, né en Côte d’Ivoire. 
À la fois poète et militant, drôle, sensible ou provocateur, Lassy King Massassy tend à l’Afrique un miroir sans concessions. Ses textes secouent les tabous de la société malienne, tout en revisitant les refrains traditionnels. Son charisme et son talent ont été reconnus et applaudis par de nombreux publics (dont plusieurs scènes prestigieuses comme l’Olympia), en France comme au Mali, en musique mais aussi au théâtre.

## Rappeur
- 2007 : Participation à l’album Red Earth – A Malian Project de Dee Dee Bridgewater, au clip du titre Compared To What et à ses concerts au Bataclan.
- 2006 : 
  - Sortie de l’album Ne (Moi)
  - Tournée en France et au Canada avec Kwal.
- Entre 2004 et 2005 : 
  - Son premier album solo Niokala So connaît un vif succès et remporte le Mali Music Award, la victoire de la musique malienne.
  - Le titre Babayo est un tube dans tout le pays.
  - En France, il se produit :
    - à l’Olympia, en première partie de Salif Keïta (juin 2003)
    - à l’Élysée Montmartre, en 1re partie de Molec de Rua
    - au New Morning avec Cheick Tidiane Seck
    - au Festival Sons d’hiver 2003 avec Bernard Lubat
    - aux Nuits Toucouleurs d’Angers

  - Participation aux albums de Cheick Tidiane Seck (Universal Music) et de Kwal (Naïve Productions).
- Entre 1997 et 2000 : 
  - Avec l’album Tugna (Wanda Records), ils se produisent dans tout le Mali, de Bamako à Tombouctou.
  - En France, ils assurent les premières parties de Salif Keïta à la Cité de la musique à Paris (octobre 1997) puis à La Cigale (juin 1999). Parallèlement, son duo avec Aziz Wonder (reggae), passe en 1re partie d’Alpha Blondy, au grand stade de Bamako en 1998.
- Dans les années 1990 : Lassy King s’intéresse au hip-hop dès 1989.Il est introduit dans le groupe Sofa par son fondateur "Daffé KOUYATE". Le groupe portera le nom de "King Da Dja" ( King, Daffé, Djaraké) à la sortie de leur premier album. Ils sont considérés comme les "grands frères" des rappeurs du Mali.

## Comédien
- 2005-2007 : Lassy King est l'un des trois interprètes de la pièce Bougougniere invite à dîner, mise en scène : Patrick Lemauff. Il y incarne... des triplés!

Nombreuses représentations à Paris, en régions et au Mali.
- 2001 : 
  - Lassy King fait ses débuts sur les planches dans Le Retour de Bougouniéré (adaptation de Jean-Louis Sagot-Duvauroux, mise-en-scène: Georges Bigot).

Vedette confirmée du rap malien, il y interprète avec humour le rôle d’un jeune rappeur de quartier, fasciné par la France et l’Occident...
Le succès de la pièce (plus de 100 représentations) emmène la troupe dans toute la France, en Belgique, au Luxembourg et en Afrique:
- - la Cartoucherie, théâtre de l’Épée de Bois (décembre 2002)
  - La Villette, TILF (novembre 2002)
  - le Forum culturel du Blanc-Mesnil
  - les festivals d’[Uzest] et d’Avignon (tournée CCAS)
  - le festival de Liège
  - Auxerre, Bordeaux, Valenciennes, Angers, etc.
  - les Centres culturels français du Mali et du Bénin.
- En 2002 et 2003 : Il est l’un des principaux interprètes de la pièce Segu Fassa (le Geste de Ségou), retraçant l’histoire légendaire de l’empire du Mali, représentée une vingtaine de fois en France.

## Acteur politique et social
- Au fil de ses tournées musicales ou théâtrales, Lassy King anime de nombreux ateliers d’éveil musical pour les enfants et d’écriture rap.
- Durant la révolution qui, en 1991, chasse le dictateur Moussa Traoré, Lassy King Massassy s’implique fortement dans la lutte et devient le leader du syndicat étudiant de Kati, ville de garnison stratégique sur les hauteurs de Bamako.